# وهب بن زمعة
وَهْبُ بن زَمْعَةَ بن الأَسود القُرَشي الأَسَدِيّ، صحابي من صحابة الرسول محمد.

## حياته
هو وَهْبُ بن زَمْعَةَ بن الأَسود بن المُطَّلب بن أَسَدِ بن عبد العُزَّى بن قُصَيّ بن كِلاب، وأمه قريبة الكبرى بنت أبي أمية. وكان وهب هو الذي أهْوَى بالسيف لزينبَ بنت رسول الله  حين أراد زوجُها أَبو العاص بن الربيع أن يسيّرها إِلى النبي ، فأَلقت ذا بطنِها، وكانت حاملًا، ثم أَسلم، وقيل: إِن عمه هبَّارًا فعل ذلك. وكان من مُسلمةِ الفتح.
وروى مقداد بن يعقوب الزمعي، عن عمه موسى بن يعقوب؛ قال: لما اجتمع الناسُ على معاوية خرج إليه عبد الله الأصغر بن وَهب بن زَمعة طالبًا بدم أخيه عبد الله الأكبر، وكان قُتِلَ يوم الدّار، فأعطاه معاوية الديةَ وقال: قُتل في فتنةٍ واختلاط.
وفي مصادر أهل السنة والجماعة: روَت أُمّ سلمة زوجُ النبيّ  قالت: لما كان مساء يوم النحر، رأَى رسول الله  وهب بن زَمْعة ورجلًا من آل أبي أُمية وهما مُتَقَمِّصان، فقال النبيّ  لوهب بن زمعة: «أَفْضَت يَا أَبَا عَبْدِ الْلَّهِ؟»، قال: «لا». قال: «انْزَعْ قَمِيْصَكَ» قال: «ولم يا رسول الله؟» قال: «هَذَا يَوْمٌ رُخِّص لَكُمْ فِيْهِ إِذَا رَمَيْتُمُ الْجَمْرَةَ وَنَحَرْتُمْ هَدْيًا إِنْ كَانَ لَكُمْ، فَقَدْ حَلَلْتُمْ مِنْ كُلِّ شَيْءٍ حُرِمْتُمْ مِنْهُ إِلاَّ الْنِّسَاءَ، حَتَّى تَطَوفُوا بِالْبَيْتِ، فَإِذَا أَمْسَيْتُمْ وَلَمْ تَفِيضُوا صِرْتُمْ حَرَامًا كَمَا كُنْتُمْ أَوَّلَ مَرَّةٍ حَتَّى تَطُوفُوا بِالْبَيْتِ». وقال ابن عبد البر: لا أحفظ له رواية.